# Hollister (Califórnia)
Hollister é uma cidade localizada no estado americano da Califórnia, no condado de San Benito, do qual é sede. Foi incorporada em 26 de março de 1872.

## Geografia
De acordo com o United States Census Bureau, a cidade tem uma área de 18,9 km², onde todos os 18,9 km² estão cobertos por terra.

### Localidades na vizinhança
O diagrama seguinte representa as localidades num raio de 32 km ao redor de Hollister.

## Demografia
Segundo o censo nacional de 2010, a sua população é de 34 928 habitantes e sua densidade populacional é de 1 849,90 hab/km². É a cidade mais populosa e também a mais densamente povoada do condado de San Benito. Possui 10 401 residências, que resulta em uma densidade de 550,87 residências/km².